# Volta a Andalusia 2010
La Volta a Andalusia 2010 és una competició ciclista que es disputà entre el 21 i el 25 de febrer de 2010. El vencedor fou l'australià Michael Rogers, de l'equip Team HTC-Columbia, per davant del belga Jurgen van den Broeck i l'espanyol Sergio Pardilla Bellón.
El recorregut, força accidentat, compta amb una primera etapa amb alt en muntanya, dues etapes de mitja muntanya i una contrarellotge individual.
En aquesta edició hi prenen part 91 corredors repartits entre 13 equips de set membres cadascun. D'aquests sols dos, l'Andalucía-CajaSur i el Caja Rural, són espanyols a causa del fet que la resta d'equips no arriben a un acord econòmic amb la cursa.

## Etapes
| Etapa | Data         | Recorregut                | Km       | Vencedor d'etapa       | Líder de la general |
| ----- | ------------ | ------------------------- | -------- | ---------------------- | ------------------- |
| 1a    | 21 de febrer | Jaén - La Guardia de Jaén | 159,2 km | Sergio Pardilla        | Sergio Pardilla     |
| 2a    | 22 de febrer | Villa de Otura - Còrdova  | 182,2 km | Óscar Freire           | Sergio Pardilla     |
| 3a    | 23 de febrer | Marbella - Benahavís      | 162,5 km | Óscar Freire           | Sergio Pardilla     |
| 4a    | 24 de febrer | Màlaga - Màlaga           | 10,9 km  | Alex Rasmussen         | Michael Rogers      |
| 5a    | 25 de febrer | Torrox Costa - Antequera  | 161,4 km | Francisco José Ventoso | Michael Rogers      |

## Classificacions finals

### Classificació general
|    | Ciclista              | Equip              | Temps       |
| -- | --------------------- | ------------------ | ----------- |
| 1  | Michael Rogers        | Team HTC-Columbia  | 18h 12' 16" |
| 2  | Jurgen van den Broeck | Omega Pharma-Lotto | + 19"       |
| 3  | Sergio Pardilla       | Carmiooro-NGC      | + 30"       |
| 4  | Jens Voigt            | Team Saxo Bank     | + 31"       |
| 5  | Bauke Mollema         | Rabobank ProTeam   | + 35"       |
| 6  | Maxime Monfort        | Team HTC-Columbia  | + 38"       |
| 7  | Gustav Larsson        | Rabobank ProTeam   | + 44"       |
| 8  | Manuel Vázquez        | Andalucía-CajaSur  | + 46"       |
| 9  | Linus Gerdemann       | Team Milram        | + 46"       |
| 10 | Thomas Lövkvist       | Team Sky           | + 50"       |

### Classificació de la muntanya
|   | Ciclista                   | Equip             | Punts |
| - | -------------------------- | ----------------- | ----- |
| 1 | Brice Feillu               | Vacansoleil       | 46    |
| 2 | José Ángel Gómez Marchante | Andalucía-Cajasur | 20    |
| 3 | Laurent Beuret             | Carmiooro-NGC     | 12    |

### Classificació dels punts
|   | Ciclista       | Equip             | Punts |
| - | -------------- | ----------------- | ----- |
| 1 | Óscar Freire   | Rabobank ProTeam  | 50    |
| 2 | Michael Rogers | Team HTC-Columbia | 44    |
| 3 | Jens Voigt     | Team Saxo Bank    | 42    |

### Classificació de les metes volants
|   | Ciclista          | Equip             | Temps |
| - | ----------------- | ----------------- | ----- |
| 1 | Jesús Rosendo     | Andalucía-Cajasur | 15    |
| 2 | Brice Feillu      | Vacansoleil       | 4     |
| 3 | Stephane Rossetto | Vacansoleil       | 4     |

### Classificació per equips
|   | Equip              | País         | Temps       |
| - | ------------------ | ------------ | ----------- |
| 1 | Team Saxo Bank     | Dinamarca    | 54h 38' 16" |
| 2 | Omega Pharma-Lotto | Bèlgica      | + 54"       |
| 3 | Team HTC-Columbia  | Estats Units | + 01' 31"   |